# Biełyj Chołm (rejon glinkowski)
Biełyj Chołm (ros. Белый Холм) – wieś (ros. деревня, trb. dieriewnia) w zachodniej Rosji, w osiedlu wiejskim Dobrominskoje rejonu glinkowskiego w obwodzie smoleńskim.

## Geografia
Miejscowość położona jest nad rzeką Swinaja, 23,5 km od drogi federalnej R120 (Orzeł – Briańsk – Smoleńsk – Witebsk), 15 km od drogi regionalnej 66K-14 (Jelnia – Poczinok), 11,5 km od najbliższej stacji kolejowej i centrum administracyjnego osiedla wiejskiego (Dobromino), 17,5 km od centrum administracyjnego rejonu (Glinka), 41 km od stolicy obwodu (Smoleńsk).
W granicach miejscowości znajdują się ulice: Szkolnaja, Oziornaja, Intiernacyonalnaja, Ochotniczja, Smolenskij bolszak.

## Historia
W czasie II wojny światowej od lipca 1941 roku miejscowość była okupowana przez hitlerowców. Wyzwolenie nastąpiło we wrześniu 1943 roku.

## Demografia
W 2010 r. miejscowość zamieszkiwało 159 osób.